# Nécropoles de Mramorje et de Strane
Les nécropoles de Mramorje et de Strane se trouvent en Bosnie-Herzégovine, sur le territoire du village de Bulatovci et dans la municipalité de Kalesija. Elles abritent 28 stećci, un type particulier de tombes médiévales. Elles sont inscrites sur la liste des monuments nationaux de Bosnie-Herzégovine.